# 哈帕耶爾維

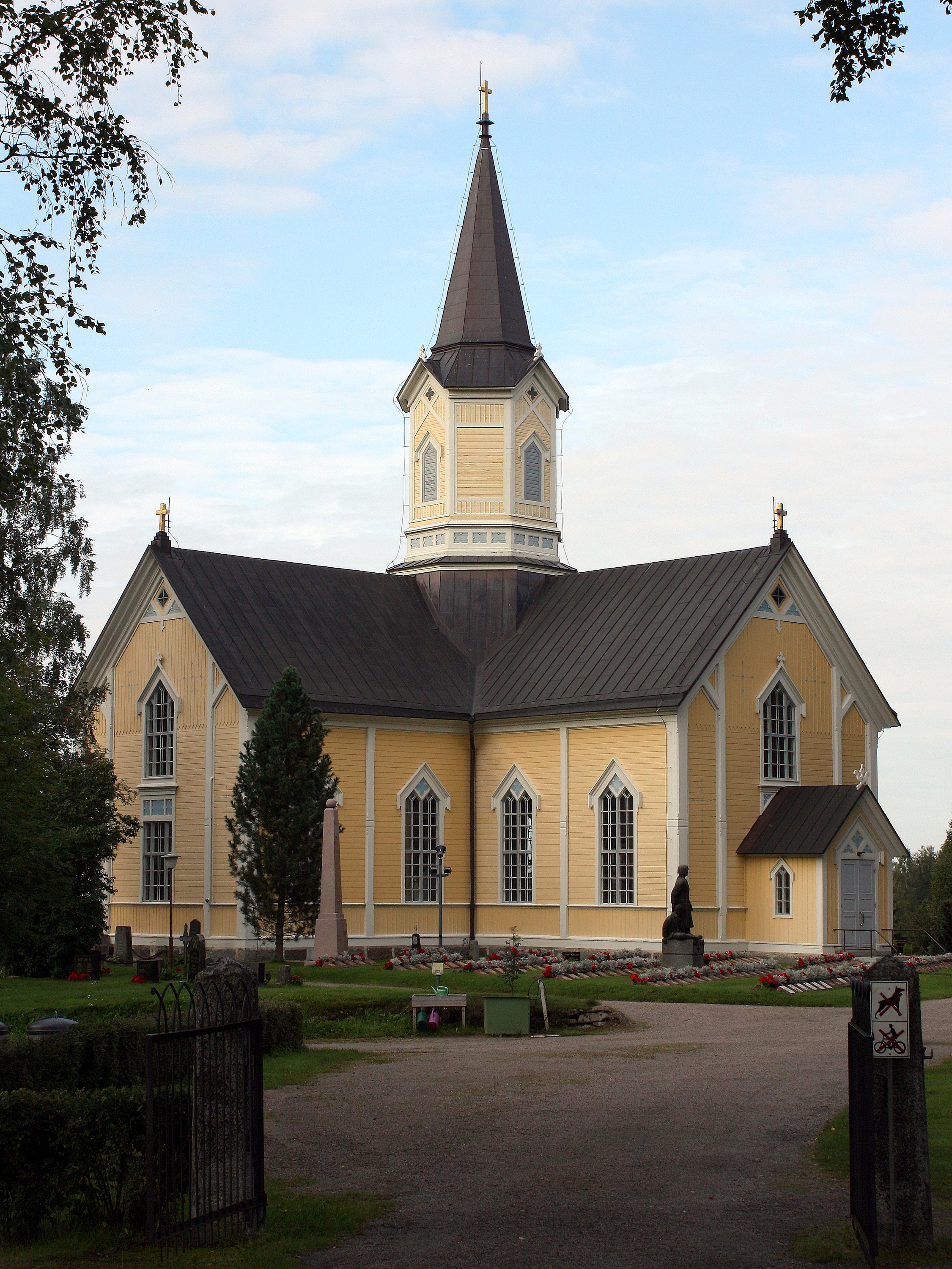
哈帕耶爾維教堂

哈帕耶爾維（芬蘭語：Haapajärvi）是芬蘭北博滕區的城市，位於該國中部，面積789.08平方公里，該地區自舊石器時代有人類居住，2012年人口7,601，其中約99%居民的母語是芬蘭語。

## 外部連結
- 哈帕耶爾維市镇官方网站 （文）